# Archie Hahn
Charles Archibald (Archie) Hahn (Dodgeville, 14 september 1880 - Charlottesville, 21 januari 1955) was een Amerikaanse atleet, die gold als een van de beste sprinters in het begin van de 20e eeuw. Hij nam eenmaal deel aan de Olympische Spelen en veroverde bij die gelegenheid drie gouden medailles.

## Loopbaan
Hoewel hij sprintwedstrijden won op de Amerikaanse en Canadese kampioenschappen in 1903, kwam Archie Hahn voor de Olympische Spelen in 1904 in Saint Louis aan als groentje van de banen uit het oosten van de VS. Weinigen zagen in hem een potentiële winnaar, ook al waren er in St. Louis vanwege de verre en dure reis weinig Europeanen.
In de series van de eerste wedstrijd, de 60 m, laat Hahn al zien wie hij is en vestigt hij er meteen zijn reputatie. In een paar meter is zijn status veranderd van bijna onbekende in een favoriet. In de finale maakt Hahn gebruik van zijn snelle start en wint in 7,0 s, een evenaring van het wereld- en olympische record van zijn landgenoot Alvin Kraenzlein.
Twee dagen later is Archie Hahn, nog helemaal in de wolken van zijn triomf op de 60 m, uiteraard een van de favorieten voor de 200 m. Terwijl alle finalisten voorovergebogen klaarstaan voor de start, beweegt Archie Hahn bijna onmerkbaar... De actie heeft succes: zijn concurrenten lopen in de val en worden bestraft wegens een valse start. De beweging van Hahn blijft echter onopgemerkt. Bij de herstart vertrekt Hahn zo snel dat het lijkt alsof zijn tegenstanders vastgelijmd zitten... Hij finisht met ruim 2 yard voorsprong in een tijd van 21,6, een nieuw olympisch record.
Op 3 september doet Hahn het op de 100 m nog eens dunnetjes over en wint ook deze afstand met een voorsprong van 3 yard in 11,0. Hahn is de eerste sprinter die de dubbelslag op de 100 en 200 m maakt, een dubbelslag die nog wordt verfraaid met de derde gouden medaille op de 60 m. Hij heeft er de bijnaam van "de meteoor van Milwaukee" aan overgehouden.
Op de Tussenliggende Spelen in Athene in 1906 herhaalde Hahn zijn olympische zege op de 100 m. Iets wat ongeëvenaard bleef tot 1988, toen Carl Lewis zijn tweede opeenvolgende goud op de 100 m won (hoewel na diskwalificatie van Ben Johnson). Overigens zijn deze Tussenliggende Spelen later door het IOC niet erkend en ook de op deze Spelen behaalde medailles worden tegenwoordig niet meegerekend in olympische medailleklassementen.
Na zijn loopcarrière werd Archie Hahn coach en schreef het boek "How to Sprint". Archie trainde de lopers van de Universiteit van Virginia naar 12 staatskampioenschappen in 13 jaar. Hij stierf in 1955 en werd opgenomen in de "University of Michigan Athletic Hall of Honor" (1984) en de "Virginia Sports Hall of Fame" (1991).

## Titels
- Olympisch kampioen 60 m - 1904
- Olympisch kampioen 100 m - 1904
- Olympisch kampioen 200 m - 1904
- Tussenliggende Spelen kampioen 100 m - 1906
- Amerikaans kampioen 100 m - 1903
- Amerikaans kampioen 200 m - 1903, 1905

## Persoonlijke records
| Onderdeel | Prestatie      | Datum            | Plaats      |
| --------- | -------------- | ---------------- | ----------- |
| 60 m      | 7,0 s (ex-WR)  | 29 augustus 1904 | Saint Louis |
| 100 yd    | 9,80 s (ex-WR) | 1901             |             |
| 100 m     | 11,0 s         | 3 september 1904 | Saint Louis |
| 200 m     | 21,6 s (ex-WR) | 31 augustus 1904 | Saint Louis |

1900: Alvin Kraenzlein ·
1904: Archie Hahn
1896: Thomas Burke ·
1900: Francis Jarvis ·
1904: Archie Hahn ·
1908: Reggie Walker ·
1912: Ralph Craig ·
1920: Charley Paddock ·
1924: Harold Abrahams ·
1928: Percy Williams ·
1932: Eddie Tolan ·
1936: Jesse Owens ·
1948: Harrison Dillard ·
1952: Lindy Remigino ·
1956: Bobby Morrow ·
1960: Armin Hary ·
1964: Bob Hayes ·
1968: Jim Hines ·
1972: Valeri Borzov ·
1976: Hasely Crawford ·
1980: Allan Wells ·
1984: Carl Lewis ·
1988: Carl Lewis ·
1992: Linford Christie ·
1996: Donovan Bailey ·
2000: Maurice Green ·
2004: Justin Gatlin ·
2008: Usain Bolt ·
2012: Usain Bolt ·
2016: Usain Bolt ·
2020: Marcell Jacobs ·
2024: Noah Lyles
1900: John Tewksbury ·
1904: Archie Hahn ·
1908: Bobby Kerr ·
1912: Ralph Craig ·
1920: Allen Woodring ·
1924: Jackson Scholz ·
1928: Percy Williams ·
1932: Eddie Tolan ·
1936: Jesse Owens ·
1948: Mel Patton ·
1952: Andy Stanfield ·
1956: Bobby Morrow ·
1960: Livio Berruti ·
1964: Henry Carr ·
1968: Tommie Smith ·
1972: Valeri Borzov ·
1976: Don Quarrie ·
1980: Pietro Mennea ·
1984: Carl Lewis ·
1988: Joe DeLoach ·
1992: Mike Marsh ·
1996: Michael Johnson ·
2000: Konstantinos Kenteris ·
2004: Shawn Crawford ·
2008: Usain Bolt ·
2012: Usain Bolt ·
2016: Usain Bolt ·
2020: Andre De Grasse ·
2024: Letsile Tebogo
1896: Ellery Clark ·
1900: Alvin Kraenzlein ·
1904: Meyer Prinstein ·
1908: Frank Irons ·
1912: Albert Gutterson ·
1920: William Petersson ·
1924: William DeHart Hubbard ·
1928: Ed Hamm ·
1932: Ed Gordon ·
1936: Jesse Owens ·
1948: Willie Steele ·
1952: Jerome Biffle ·
1956: Greg Bell ·
1960: Ralph Boston ·
1964: Lynn Davies ·
1968: Bob Beamon ·
1972: Randy Williams ·
1976: Arnie Robinson ·
1980: Lutz Dombrowski ·
1984: Carl Lewis ·
1988: Carl Lewis ·
1992: Carl Lewis ·
1996: Carl Lewis ·
2000: Iván Pedroso ·
2004: Dwight Phillips ·
2008: Irving Saladino ·
2012: Greg Rutherford ·
2016: Jeff Henderson ·
2020: Miltiadis Tentoglou ·
2024: Miltiadis Tentoglou